# Borso del Grappa
Borso del Grappa település Olaszországban, Veneto régióban, Treviso megyében. Lakosainak száma 5864 fő (2023. január 1.). Borso del Grappa Valbrenta, Pieve del Grappa, Pove del Grappa, Romano d'Ezzelino, San Zenone degli Ezzelini és Mussolente községekkel határos.

## Népesség
A település népességének változása:
| Lakosok száma | 5932 | 5955 | 5864 |
|               | 2017 | 2018 | 2023 |